# Blingel
Blingel (Aussprache [blɛ̃ˈʒɛl]) ist eine französische Gemeinde mit 159 Einwohnern (Stand: 1. Januar 2022) im Département Pas-de-Calais in der Region Hauts-de-France. Sie gehört zum Arrondissement Montreuil und zum Gemeindeverband Les 7 Vallées. Die Einwohner werden Blingelois und Blingeloises genannt.

## Lage
Die Gemeinde Blingel liegt im Zentrum der Landschaft Artois am Fluss Ternoise, 30 Kilometer östlich von Montreuil-sur-Mer. Nachbargemeinden von Blingel sind Blangy-sur-Ternoise im Nordosten, Éclimeux im Südosten, Incourt im Süden, Auchy-lès-Hesdin im Südwesten, Rollancourt im Westen sowie Béalencourt im Nordwesten.

## Toponymie und Geschichte
Im Dictionnaire topographique du département du Pas-de-Calais werden folgende historische Namen für Blingel aufgeführt:
Blangizel (1179), Blanzizel (1112), Blangisgelum (XIIe siècle), Blangisel (1231), Blaisel (1267), Blainsel (1344), Blagisel (14. Jahrhundert), Blansel (1415), Blainsel-en-la-Rivière (1515), Blanzel (1518), Blinzel-Rivière (1528), Blainsel-Rivière (1545), Blangel (1568), Blingel-Rivière (18. Jahrhundert), Blinges (1793) und Blingel seit 1801.
Während des Ersten Weltkrieges lag die Gemeinde hinter der Front des Artois. Von der Front abgezogene französische Truppen kamen manchmal zur Erholung aus Blingel und den umliegenden Dörfern. Dies war beispielsweise im Dezember 1915 der Fall.

## Bevölkerungsentwicklung
| Jahr                       | 1962 | 1968 | 1975 | 1982 | 1990 | 1999 | 2006 | 2015 | 2022 |
| -------------------------- | ---- | ---- | ---- | ---- | ---- | ---- | ---- | ---- | ---- |
| Einwohner                  | 162  | 171  | 137  | 137  | 122  | 117  | 98   | 159  | 159  |
| Quellen: Cassini und INSEE |      |      |      |      |      |      |      |      |      |

## Sehenswürdigkeiten

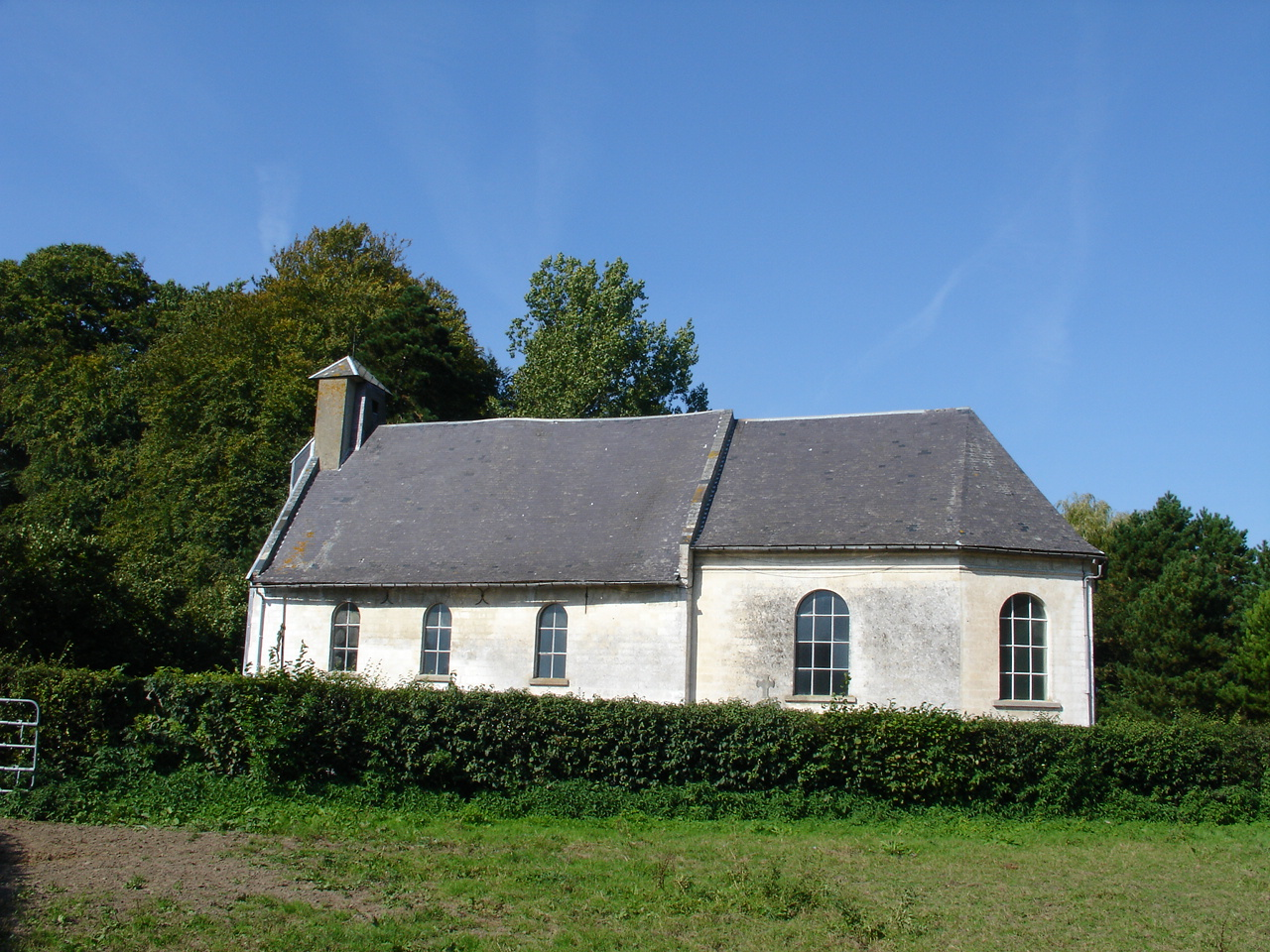
Kirche Saint-Martin

- Kirche Saint-Martin
- Kapelle Sainte-Emme